# 核弾頭

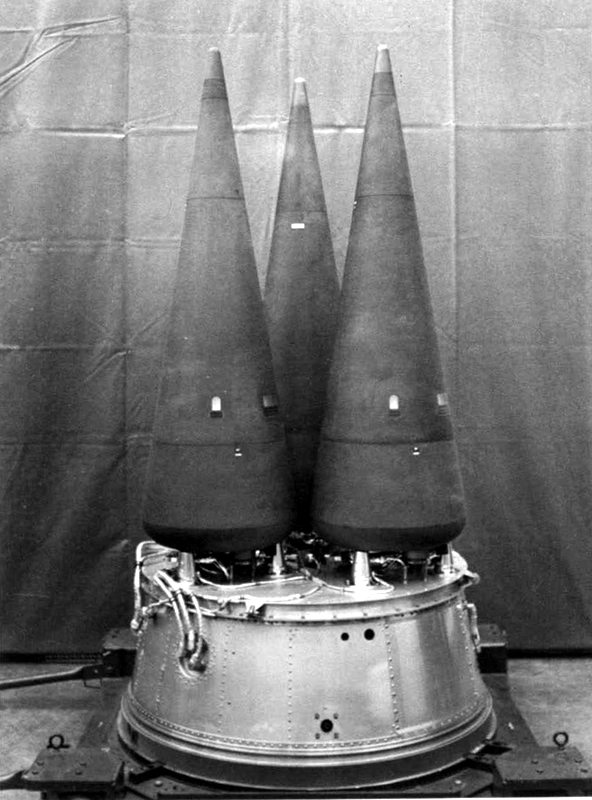
ミニットマンIIIに搭載されているW78核弾頭を搭載したMk.12A再突入体

核弾頭（かくだんとう、nuclear warhead）とは、モジュール化された核兵器のことであり、ミサイルや魚雷などの弾頭として用いられているもののことである。

## 概要
初期の核兵器は核爆弾として、爆撃機から投下する大型のものであった。これらは航空爆弾として核兵器と一体で開発された。しかし、1950年代後半、大陸間弾道ミサイルなどが開発されると、核爆発装置としての弾頭部（Warhead）と、搭載兵器（運搬手段）の開発が別個に行われるようになった。つまり兵器名と核弾頭の形式番号が明確に分離されるようになったのである。
例を挙げると、広島に投下された原爆の兵器名（Weapon Name）はリトルボーイ（Little Boy）であるが、弾頭の形式番号（warhead designation）はMark 1であり、これは不可分のものである。しかしW7型核弾頭は、コーポラル短距離弾道弾（SRBM）、自由落下爆弾ベティ、ボア空対地ミサイル、オネストジョン短距離弾道弾、核地雷（ADM）などの複数の核兵器に使用された。
核弾頭の設計・開発が搭載兵器の開発と分離されたため、核弾頭の設計は少人数で済むようになった。冷戦終結の頃、アメリカ国内にいた核弾頭の設計者は、わずか50人ほどだったと言われる。彼等は高度な機密を共有しお互いにファーストネームで呼び合う間柄だった。

## 搭載兵器
核弾頭が搭載される兵器は概ね以下の通り。
核ミサイル
核弾頭が弾道ミサイルに搭載される場合は、大気圏へ再突入する際に生じる空力加熱による高熱から保護するため、再突入体（re-entry vehicle、RV）と呼ばれるカプセルに搭載されてミサイルに搭載される。RVは断熱機構を備えており先の尖った円錐形状をしているが、マッハ25とも言われる高速で大気圏に突入するため、空力加熱で着弾までに大部分が損耗してしまう。ミサイルのテスト発射後に回収されたRVの写真には半球状にまで磨耗した姿が写っている。
核砲弾
戦術用の核兵器で大口径のカノン砲から発射される核弾頭を搭載した砲弾。
核地雷
敵陸上部隊に対する攻撃のほか、巨大な対戦車壕を瞬時に掘削する兵器で、敵の進行予測地域に前もって敷設される。イギリスはブルー・ピーコック（Blue Peacock）と呼ばれる核出力10キロトンの核地雷を当時の西ドイツに配備する計画を持っていたが、1958年に中止された。
核爆雷
主に対潜水艦用に使用される兵器で、そのまま航空機から投下したり対潜ミサイルの弾頭として運用される。艦船からの投下はしない。
核魚雷
主に対潜水艦用だが、対潜ミサイルに搭載された核魚雷は副次的な対艦攻撃任務を持つ物がある。
核爆弾
航空機から投下される航空爆弾。核兵器の威力は目標への精密な誘導を必要としないことが多い。

## 状況
現在では核保有国の多くが核兵器のモジュール化を行っている。機密とされているため公開されている情報は少ないが、各国の状況は概ね以下の通りである。
2023年6月現在、長崎大学核兵器廃絶研究センターによれば、国別の核弾頭数（退役・解体待ちをふくむ）は、ロシア　5890発、アメリカ　5244発、中国　410発、フランス　290発、イギリス　225発、パキスタン　170発、インド　164発、イスラエル　90発、北朝鮮　40発で、9か国であわせて1万2523発。

### アメリカ

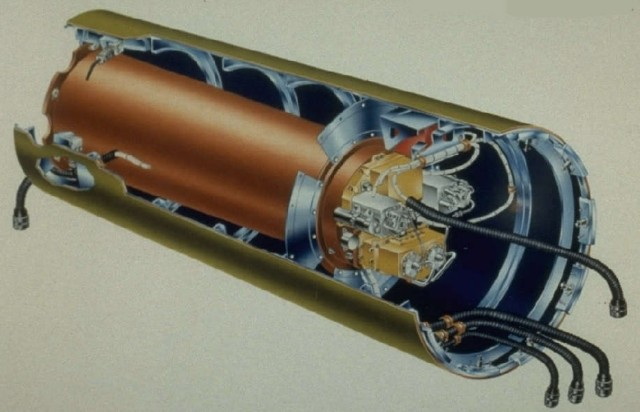
W85核弾頭の外観模式図

Mark 1リトルボーイやMark 3ファットマンは核爆弾であり、核起爆装置と不可分の構造である。知られている核弾頭で古い物はW4だが1951年に開発がキャンセルされた。続くW5は海軍のレギュラスIや空軍のマタドールといった巡航ミサイルに搭載されて1954年から運用された。W5はMark 5航空爆弾から核爆弾を独立させたもので、92個の爆縮レンズからなる最大核出力120キロトンの核弾頭である。Mark 5はMark 3にくらべて大幅に小型化されており重量は1.5トンといわれている。レギュラスIは後に核弾頭をW27に載せ替えている。最も小型の核弾頭はおそらく重量30kg以下で核出力250トン（0.25キロトン）のW54で、空軍で運用された空対空ミサイルの核ファルコンや陸軍の小型ロケット弾デイビー・クロケット（核出力10、20トンの切り替え型）に搭載された。デイビー・クロケットは人力搬送が可能な小型核兵器として知られている。重量40kg台のW42は1961年に開発がキャンセルされた。核砲弾に使用された核出力72トン(0.072キロトン)のW48は重量50kgほどである。最も核出力の大きい核弾頭は、タイタンIIに搭載されたW53で、熱核弾頭を搭載し核出力9メガトン、重量は約2.8トンとされている。現行のICBMであるミニットマンIIIは340ktのMk.12A再突入体(W78)を3基搭載しており一部は300ktのMk.21再突入体(W87)を1基搭載している。量産された最も新しい核弾頭はW88で、トライデントD-5用の弾頭として開発され、核出力は475キロトン、時限/高度/接触信管を備え1988年から1989年までの約一年間に400発が生産されたとされている。最も新しい核弾頭はW91でSRAM-Tミサイル用の核弾頭として開発が始まったが1991年にはキャンセルされている。

### 旧ソ連/ロシア
旧ソ連で最初の量産型核爆弾はRDS-3Tと、より小型化されたRDS-4である。RDS-6からは熱核弾頭となった。これら核爆弾から多種多様な核弾頭が設計されたと考えられているが、形式番号は詳らかでは無い。R-36Mには15F143、15F143U、15F147、15F678といった形式番号を持つバス(またはPost Boost Vehicle、PBV)に弾頭が搭載されていたといわれる。

### イギリス
航空爆弾として開発され、1953年から配備された核出力15キロトンの原子爆弾Mk.1ブルーダニューブ（Blue Danube）から、レッドベアード（Red Beard）、ヴァイオレットクラブ（Violet Club）を経て、水素爆弾であるイエローサンMk.1（Yellow Sun Mk.1）が配備されている。ヴァイオレットクラブの核爆弾にはグリーングラス（Green Grass）、イエローサンMk.2（Yellow Sun Mk.2）の熱核爆弾にはレッドスノー（Red Snow）という名前があった。イギリス空軍は1956年からブルースチールMk.1巡航ミサイルを配備している。その後、射程延伸型のブルースチールMk.2とブルーストリーク中距離弾道ミサイルの開発とスカイボルト空中発射弾道ミサイルの導入に失敗した結果、空軍の核戦力はWE.177核爆弾を除いて退役した。WE.177も1998年に退役している。結果としてイギリスの核戦力は核弾頭を標準化するほどの多様性を持つ事が無かった。
イギリスは核戦力を海軍中心に編成しなおし、その主力にポラリスA-3潜水艦発射弾道ミサイルを搭載したレゾリューション級原子力潜水艦を据えた。ミサイルは米国製だが弾頭はイギリス製である。ただしその設計はアメリカのW58核弾頭に近似していると言われる。これら弾頭を含むポラリス・ミサイルシステムはChevaline計画で近代化され、1990年代まで運用された。その後はトライデントD-5が導入され、こちらの核弾頭もイギリス製とされている。

### フランス
フランスでは空軍の中距離弾道ミサイルSSBSシリーズにおいて、1971年に配備されたSSBS S-2ミサイルが核出力120キロトンのMR 31、1980年に運用が開始されたSSBS S-3ミサイルが核出力1.2メガトンの熱核弾頭であるTN 61を搭載した。1974年に配備された陸軍の短距離弾道ミサイル(地対地ミサイル)のプルトン(Pluton)は核出力25キロトンのAN 51が、後継として1984年から開発が始まったハデス(Hades)では80キロトンのTN 90が搭載されている。これらのミサイルは冷戦終結後に全て廃棄された。海軍では潜水艦発射弾道ミサイルのMSBSシリーズにおいて、M-1とM-2が核出力500キロトンのMR 41を搭載し、M-20とM4ではTN 61、M4A/M4Bが核出力150キロトンのTN 70/TN 71を搭載している。M-45/M-51ではTN 75が搭載されている。空軍の最初の核爆弾AN-11、及びミラージュIV爆撃機用の航空爆弾AN-22に替わる巡航ミサイルASMPが1986年に配備されている。弾頭は核出力100キロトンから300キロトンのTN 80およびその後継のTN 81が搭載されている。後継ミサイルのANSの弾頭は未定の模様。

### その他
中国、インド、パキスタン、北朝鮮が核兵器を保有しているが、機密とされ詳細は不明である。核兵器の保有が疑われているイスラエルも同様である。